# Fond-de-Gras

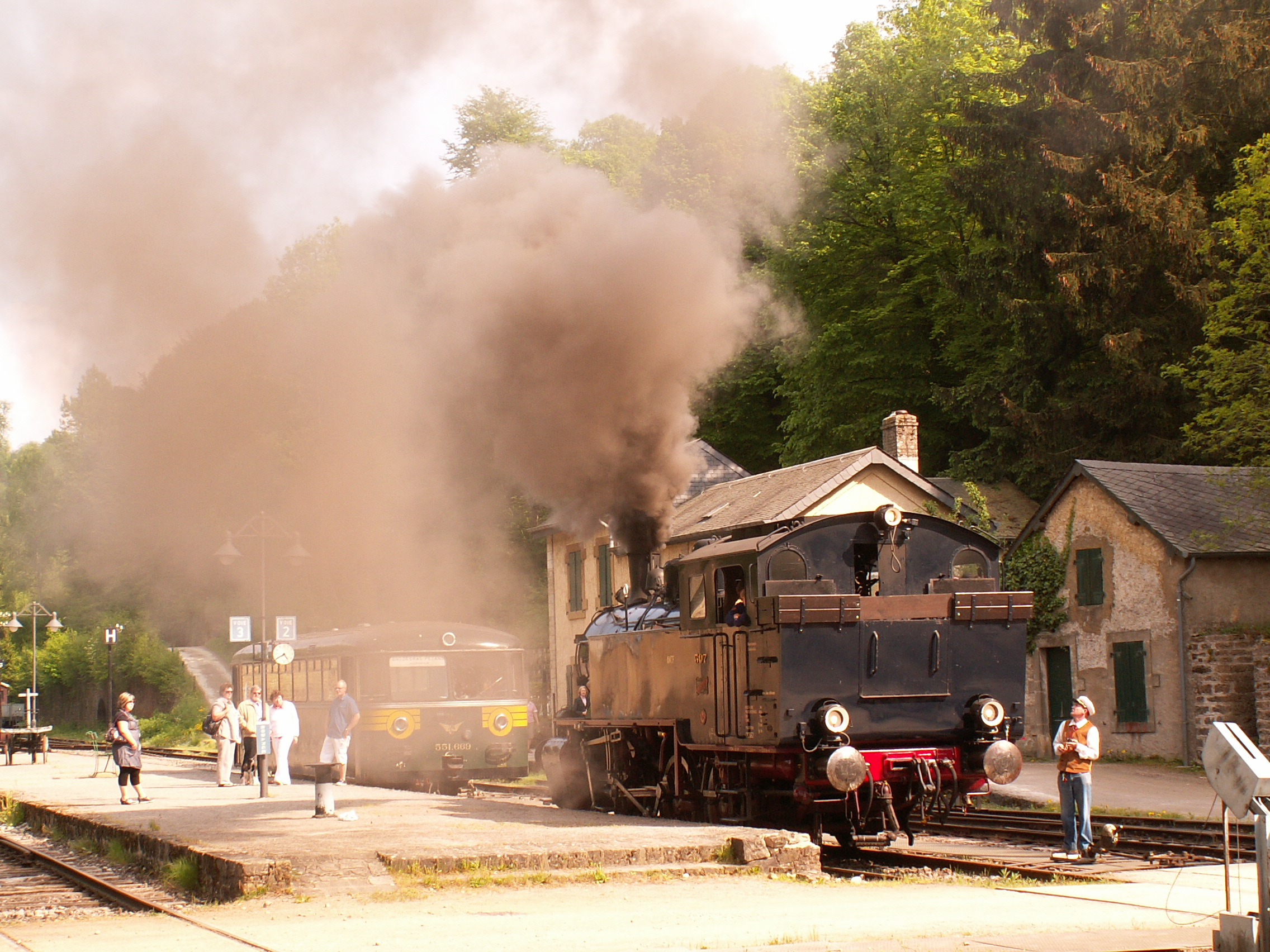

Fond-de-Gras is een site met industriële erfgoederen, in Pétange in Luxemburg.
Minett ('land van de rode aarde'), zoals de streek in het zuidwesten van het groothertogdom wordt genoemd, is het oude industriële centrum voor de ijzer- en staalproductie. Hier ligt vlak bij de grenzen met België en Frankrijk het Parc Industriel er Ferroviaire du Fond-de-Gras, een industrie- en spoorwegpark met een verzameling industriële erfgoederen die een beeld geeft van het verleden. Fond-de-Gras is opgebouwd rond een oude spoorwegremise. Stoom- en dieseltreinen ('Train 1900') maken een ritje van 20 minuten van hier naar Pétange. Daar staat het Musée de Plein Air (openluchtmuseum) over het industriële leven, met mijnwerkershuisjes, werkplaatsen en werktuigen. Een smalspoortrein, minièresbunn, rijdt ondergronds door een niet meer gebruikte ijzermijn naar Lasauvage, een bewaard gebleven ijzergieters- en mijnwerkersdorp. Ook ligt hier een natuurgebied in een voormalige dagbouwmijn.